# Dave (chanteur)
Pour les articles homonymes, voir Dave.
Dave (prononcé /dɛv/), né Wouter Otto Levenbach le 4 mai 1944 à Amsterdam, est un chanteur néerlandais. Il commence sa carrière en 1963 et connaît le succès dans les années 1970 avec des chansons en français comme Vanina et Du côté de chez Swann. Il se consacre plus nettement ces dernières années à la présentation ou à l'animation d'émissions de télévision, principalement en France.

## Biographie

### Adolescence et études
Wouter Otto Levenbach apprend à 14 ans à jouer de la guitare et du piano. Il est alors très influencé musicalement par les Everly Brothers. Il n'a pas d'idole mais aime écouter Gene Pitney et Roy Orbison. Au même âge, il obtient son premier boulot d'été et travaille dans une imprimerie non loin de sa ville d'Amsterdam. Sa mission est de fabriquer des pochettes plastiques destinées à protéger des albums 33 tours.
À 16 ans, il envisage de faire des études de théologie, mais entame des études de droit.
Bien qu'étudiant, il choisit en 1965, à 21 ans, de ne pas s'engager dans la vague « provo » (équivalent néerlandais de Mai 68). Passionné par la mer et les rivières (il tient cela de son grand-père), il quitte les Pays-Bas, à l'automne, par les canaux et atteint Marseille en France, sur un bateau à fond plat, avec 1 000 florins en poche (de quoi vivre à peu près deux mois).
Outre le néerlandais, il parle couramment le français, l'anglais, l'italien et l'allemand.

### Débuts de carrière (années 1960)

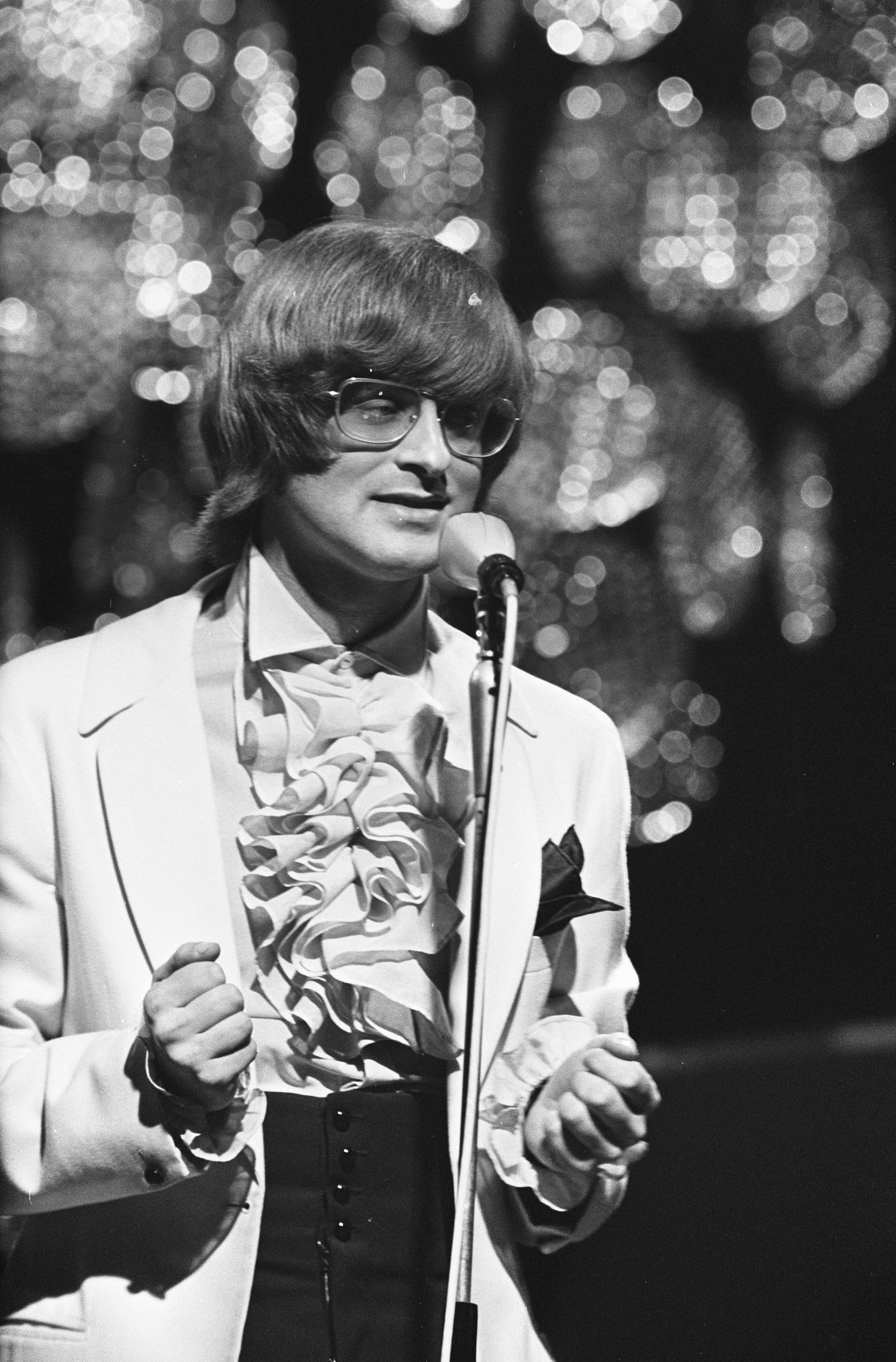
Dave en 1969.

Deux ans auparavant, en 1963, à 19 ans, il enregistre à Londres son tout premier 45 tours. Il sera commercialisé en 1964, uniquement aux Pays-Bas avec pour nom de scène Dave Rich, qu'il raccourcira plus tard en Dave. Il démarre au Boucanier de Lydie Bastien dans le quartier Notre-Dame-des-Champs, à Paris.
En 1968, il commence sa carrière grâce à Eddie Barclay qu'il vient de rencontrer à Saint-Tropez.
En 1969, il participe à la sélection néerlandaise pour le Concours Eurovision de la chanson. Lors de la finale, sa chanson Niets Gaat Zo Snel termine troisième sur dix candidats tandis que Lenny Kuhr gagne la sélection avec la chanson De troubadour. Le 26 mars, celle-ci remporte l’Eurovision 1969, ex-æquo avec les chanteuses Salomé pour l'Espagne, Lulu (Royaume-Uni) et Frida Boccara pour la France. La même année, Dave rencontre Mick Micheyl, avec qui il écrira Le long des quais, et est l'un des représentants des Pays-Bas à la Coupe d'Europe du tour de chant.

### Succès international (années 1970)
En 1971, il participe à la comédie musicale Godspell qui connaîtra un franc succès jusqu'en 1974. C'est là qu'il fait notamment la connaissance de Daniel Auteuil qui devient son meilleur ami. Parallèlement, il se produit dans de nombreux cabarets parisiens, notamment Chez ma Cousine, sous l'impulsion de son propriétaire d'alors, le chanteur François Deguelt qui croit en son talent[réf. nécessaire].
Bisexuel, il se met en couple en 1971 avec son parolier, Patrick Loiseau, mais cache la relation jusqu'au début des années 1980 afin de ne pas risquer de ternir son image. La chanson Copain, ami, amour, présente sur son tout premier disque en 1970 et reprise en 2006 sur l'album Tout le plaisir a été pour moi, évoque l'amour d'un homme pour un autre homme. Au moment de son coming-out, il devient l'un des rares chanteurs français à vivre ouvertement son homosexualité en étant en couple. S'il témoigne de ne pas avoir vécu d'homophobie dans le milieu musical en raison de la forte présence d'hommes gays, les relations avec d'autres célébrités sont plus tendues, notamment Coluche, ou Étienne Daho, dont Dave révèle publiquement l'homosexualité par mégarde.
C'est en 1974 qu'il sort Trop beau, reprise du tube Sugar Baby Love des Rubettes, puis Vanina (plus d'un million de 45 tours vendus) adaptée par Patrick Loiseau du Runaway de Del Shannon, il devient alors célèbre en France. 
En 1975 sortent Mon cœur est malade puis Dansez maintenant. Son premier album est publié à la fin de cette même année, en même temps que Du côté de chez Swann.
En 1978 sort Pour que tu me comprennes, son cinquième album. En 1978, sa Lettre à Hélène est un nouveau succès tout comme Comment ne pas être amoureux de vous. En 1979, il sort Allô Elisa : Maritie et Gilbert Carpentier lui consacrent un grand Numéro Un. La même année, sort l'album Côté cœur.
En 1980, Dave fait ses débuts au cinéma où il joue son propre rôle dans L'Esprit de famille de Jean-Pierre Blanc, dont il signe la musique. En 1981, il réitère l'expérience pour la télévision dans le feuilleton en six épisodes Dickie-Roi, d'après le roman de Françoise Mallet-Joris.

### «Traversée d'un très joli désert» (années 1980)
Classé parmi les « chanteurs à minettes » (comme Patrick Juvet, Christian Delagrange, Mike Brant ou Frédéric François), il se montre moins dans les années 1980, principalement à cause de l'avènement du disco et des radios libres qui l'ignorent. Trois albums consécutifs ne rencontrent pas leur public : L'Année de l'amour, Par pudeur et Voyager. C'est le début de la « traversée d'un très joli désert » comme il le dit lui-même. C'est donc essentiellement grâce à la scène, en se produisant notamment à L'Olympia, et à sa réserve de tubes que Dave va continuer sa carrière. 
En 1984, il chante une adaptation du succès du groupe The Platters The Great Pretender sous le titre Mon regret le plus tendre. L'année suivante, il sort le 45 tours Je viens du nord et l'album Voyager.

### Retour: album et animateur télé (années 1990)
En 1993 sort l'album Dave. L'année suivante, il fait un caméo dans La Cité de la peur, le film des Nuls. Une compilation paraît, 20 ans de carrière, et connaît le succès, s'écoulant à plus de 200 000 exemplaires. Il enregistre l'album Toujours le même bleu et, dès lors, ne fait plus secret de sa bisexualité : en 1996, il tourne une publicité française pour le fromage de son pays, les Pays-Bas (« Il paraît que Dave n'aime pas les dames » / « Dave aime l'édam »). Il devient animateur aux côtés de Sheila de l'émission Salut les Copains, diffusée en première partie de soirée sur TF1, puis l'anime seul l'année suivante sous le titre Salut les Chouchous. De 1999 à 2001, il anime sur France 2 le divertissement Dansez maintenant.
À la demande des éditions Lattès, il sort l'autobiographie Du côté de chez moi, suivie en juin 1998 de son douzième album intitulé Classique, dans lequel il revisite quelques-uns des grands thèmes de la musique classique.

### Chansons, livre et activités audiovisuelles (années 2000)

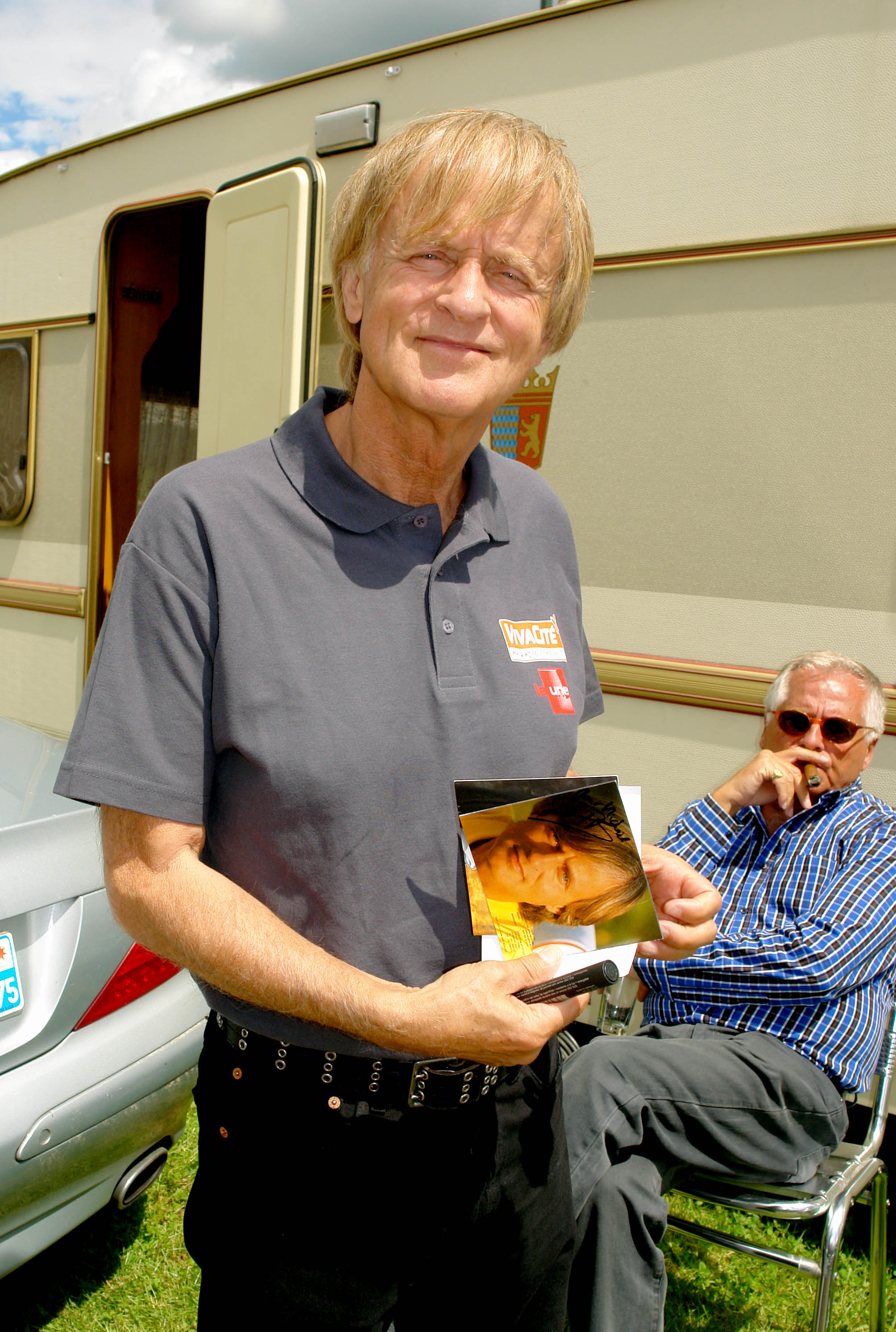
Dave dédicaçant quelques albums au Beau vélo de Ravel, le 7 juillet 2012.

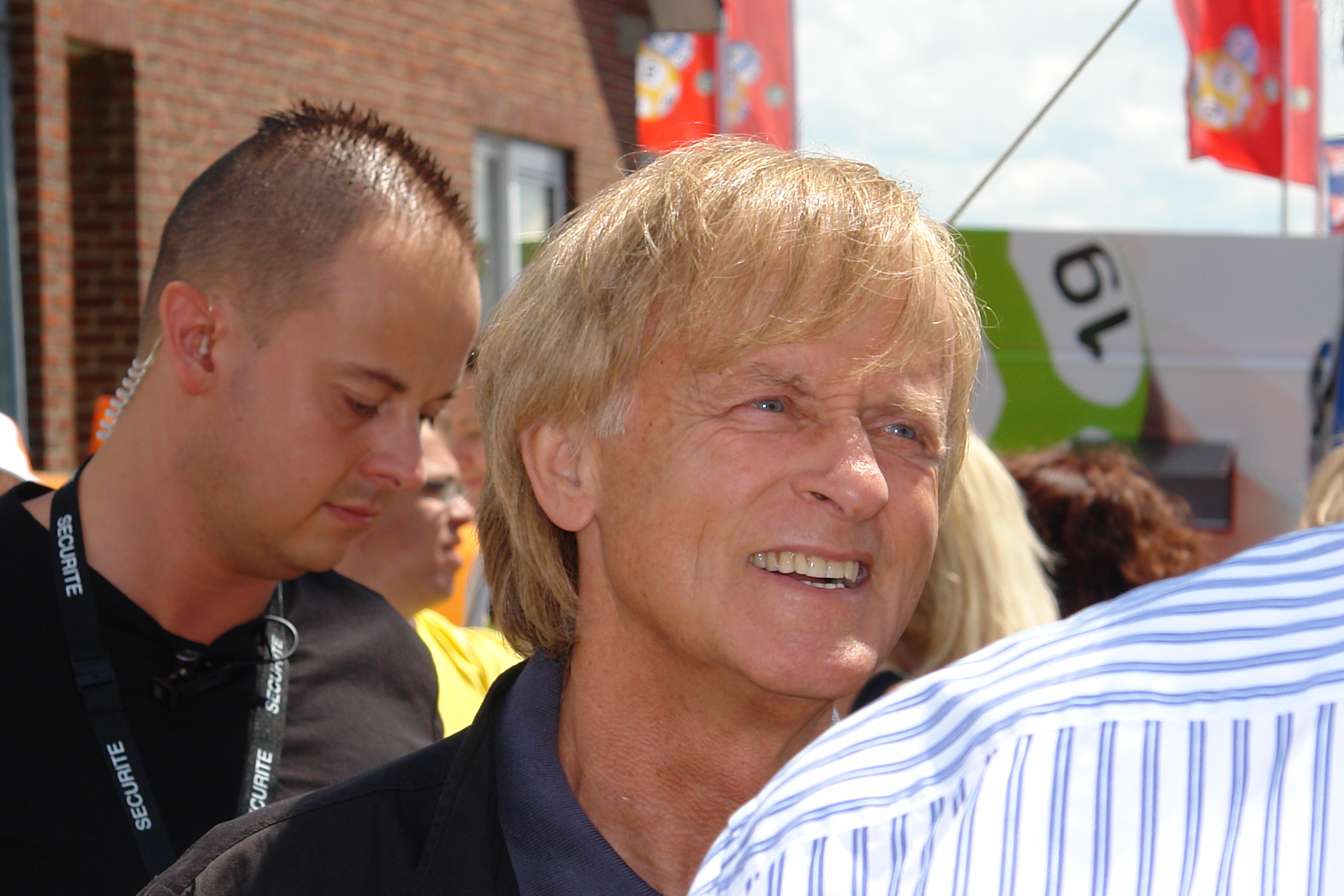
Dave le 7 juillet 2012 au départ du Beau vélo de Ravel.

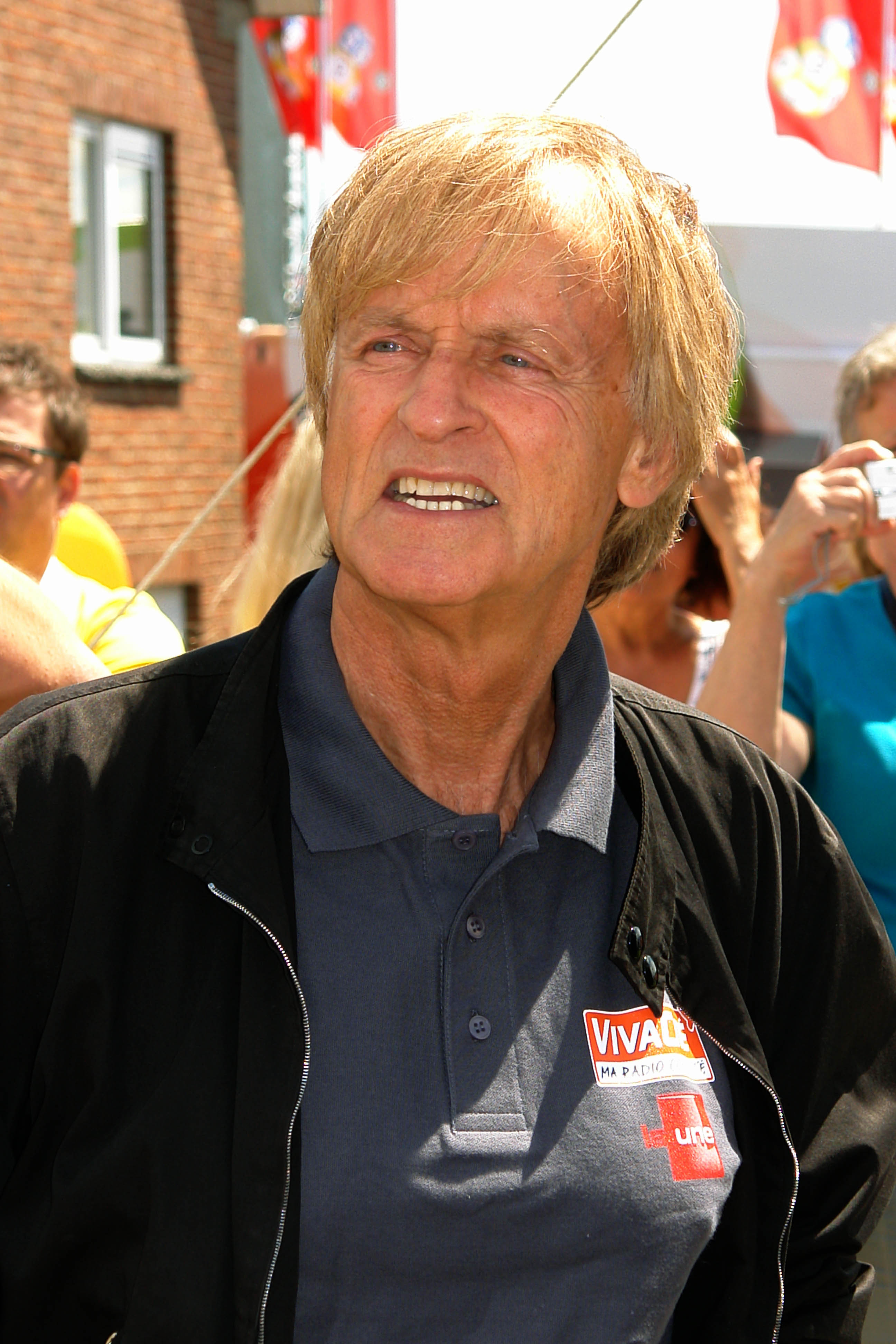
Dave au Ravel 2012, séance photo privée.

Il commente sur France 3, en direct et avec Marc-Olivier Fogiel, deux éditions du concours Eurovision de la chanson : le 12 mai 2001 en direct de Copenhague (Danemark) et le 25 mai 2002 en direct de Tallinn (Estonie). En 2001, 2002, 2004 et 2005, il co-présente l'émission Domino Day avec Denis Brogniart et Flavie Flament en prime-time sur TF1.
En 2003, il sort le livre Soit dit en passant...  sur la vie d'une vedette de variétés dans les années 1970, dans lequel il évoque sa carrière et l'histoire d'amour qui l'unit depuis plus de trente ans à son parolier Patrick Loiseau, lequel intervient également dans l'ouvrage pour apporter sa vision des faits. Au cours de cette même année, il participe à l'Olympia à la Rose d'Or 2003 aux côtés de Nicole Croisille et d'Esther Galil. En 2004, paraît l'album Doux Tam-Tam, réalisé par Philippe Uminski.
En 2006, il sort sous le nom de Dave Levenbach l'album Tout le plaisir a été pour moi, suivi l'année suivante par l'album live Dave refait un tour, qui retrace ses concerts donnés à l'Européen en 2006.
L'été 2009, il anime sur Europe 1 avec Aline Afanoukoé une émission sur les 25 ans du Top 50. Le 30 juillet 2009 sur Arte, il participe à une rétrospective des années 1980 appelée Nighting Eighties au cours de laquelle il reprend des chansons de Eurythmics (Sweet dreams) et A-ha (Take on me) avec des arrangements d'Albin de la Simone.

### Juré de télé-crochet et tournée des«idoles»(années 2010)
Après avoir participé à la campagne publicitaire des fromages hollandais Old Dutch Master, il se produit le 6 avril 2010 à l'Olympia, et devient l'un des jurés de l’émission La France a un incroyable talent sur M6 pendant trois ans, aux côtés de Gilbert Rozon et de Sophie Edelstein.
En 2011, il apparaît en guest-star du clip Coming out du groupe les Fatals Picards, et publie son seizième album, Blue-Eyed Soul, dans lequel il reprend ses plus grands succès, réorchestrés dans le style soul des labels Motown et Stax. Il anime ensuite avec Sandrine Corman la série d'émissions Les années 80 : le retour, Les années 90 : le retour et Les années 2000 : le retour sur M6.
En 2013, il est l'invité d'honneur et parrain de la huitième saison de la tournée Âge tendre, la tournée des idoles.
En mai 2014, Dave est sur la scène de l'Olympia pour y fêter ses 70 ans. 
Du 7 septembre 2014 au 16 mai 2016, il présente l'émission Du côté de chez Dave le dimanche sur France 3 et est l'une des vedettes de la tournée Rendez-vous avec les Stars.
Les 4 et 5 décembre 2015, il anime le Téléthon avec Sophie Davant sur France Télévisions.
De septembre 2016 à mai 2017, il co-anime aux côtés de Wendy Bouchard l'émission culturelle Même le dimanche sur France 3.
Après avoir fait partie de la croisière Âge tendre en 2017, il participe à la tournée Âge tendre, la tournée des idoles, aux côtés notamment de Sheila, Nicoletta, Michèle Torr, ou encore Dick Rivers.
En janvier 2018, il fait son retour à la télévision sur la chaîne Melody pour présenter l'émission Les parents du petit écran.

### Années 2020
En 2020, il participe à l'émission Mask Singer. La même année, il participe à la compilation Comme ils disent au profit de l'association de lutte contre l'homophobie Le Refuge avec une chanson sur l'homoparentalité.
En 2021, il participe à Fort Boyard.
Le 2 novembre 2023, il sort un nouveau livre Comment ne pas être amoureux de vous dans la lignée de ses deux précédents.

### Famille et vie privée
Le père de Dave est professeur d'anglais. Il est de religion juive et se convertit au protestantisme. Sa mère est danseuse classique, originaire de Frise occidentale. Dave a deux frères, Maarten et Lucas, ainsi qu'une sœur, Elsbeth.
En 1971, il rencontre lors d'une soirée celui qui sera son parolier et futur mari, Patrick Loiseau. Celui-ci lui écrira la plus grande partie de ses singles. Dans un premier temps pacsé avec son conjoint, c'est sur les conseils de son ami Marc-Olivier Fogiel qu'il décida de se marier avec lui.
Le 25 janvier 2022, le chanteur est victime d'une « lourde chute » et est hospitalisé. Le 28 janvier, il sort du service de réanimation et poursuit sa convalescence.

## Discographie

### Singles
- 1966 : Copain, ami amour
- 1968 : Si je chante
- 1968 : Quand on a quelque chose
- 1969 : Qui peut dire à Nathalie ?
- 1969 : Nathalie
- 1969 : L’amour que j’ai en moi
- 1970 : Copain, ami, amour
- 1970 : La cigarette qui me brûle les doigts
- 1972 : Godspell
- 1974 : Mille et une vies
- 1974 : Trop beau (Sugar Baby Love)
- 1974 :  Sugar Baby Love
- 1974 : Vanina
- 1974 : Runaway
- 1975 : Mon cœur est malade
- 1975 : Dansez maintenant
- 1976 : Ophélie
- 1976 : Du côté de chez Swann
- 1976 : La Décision
- 1976 : Hurlevent
- 1977 : L’amour fera le reste
- 1977 : Est-ce par hasard ?
- 1977 : Raconte-moi des mensonges
- 1978 : Lettre à Hélène
- 1978 : Comment ne pas être amoureux de vous
- 1978 : Pour que tu me comprennes
- 1979 : Mieux t’aimer
- 1979 : Allô Élisa
- 1979 : C’est pas gentil
- 1980 : Jure-moi
- 1980 : Week-end
- 1981 : J’avais rêvé d’un monde
- 1981 : L’Année de l’Amour
- 1981 : Avec ou sans toi
- 1982 : Par pudeur
- 1982 : Elle voulait refaire l’Amérique
- 1983 : Élisabelle
- 1984 : Mon regret le plus tendre
- 1985 : Je viens du Nord
- 1986 : Voyager
- 1987 : Avion blanc
- 1988 : C’est la couleur Amour
- 1989 : Vanina, Laura, Swann et les autres
- 1992 : Au Soleil
- 1996 : Boulevard des sans amour

### Albums
- 1975 : Dave
- 1976 : Tant qu'il y aura...
- 1977 : Dave

- 1995 : Toujours le même bleu

- 2001 : Soit dit en passant

- 2006 : Tout le plaisir a été pour moi

- 2019 : Souviens-toi d'aimer

#### Albums live
- 1977 : Dave à l'Olympia
- 2007 : Dave Refait un tour

## Classements et ventes de singles
| Années | Titres                                         | Classement des ventes | Classement des ventes | Classement des ventes | Classement des ventes | Classement des ventes | Classement des ventes | Classement des ventes | Classement des ventes | Classement des ventes | Classement des ventes | Ventes et certification françaises, |
| Années | Titres                                         | ,                     | Wa                    | Fl                    | [ 28 ]                | [ 28 ]                | [ 28 ]                | [ 28 ]                | ,                     | [ 28 ]                | [ 28 ]                | Ventes et certification françaises, |
| ------ | ---------------------------------------------- | --------------------- | --------------------- | --------------------- | --------------------- | --------------------- | --------------------- | --------------------- | --------------------- | --------------------- | --------------------- | ----------------------------------- |
| 1969   | Nathalie                                       | —                     | —                     | —                     | 26                    | —                     | —                     | —                     | —                     | —                     | —                     | NC                                  |
| 1974   | Sugar Baby Love                                | 17                    | 19                    | —                     | —                     | —                     | —                     | —                     | —                     | —                     | —                     | 300 000                             |
| 1974   | Trop beau                                      | 17                    | 19                    | —                     | —                     | —                     | —                     | —                     | —                     | —                     | —                     | 150 000                             |
| 1974   | Vanina                                         | 1                     | 2                     | 27                    | —                     | —                     | —                     | —                     | —                     | 17                    | —                     | 800 000 · Or                        |
| 1975   | Runaway                                        | 44                    | —                     | —                     | —                     | —                     | —                     | —                     | 36                    | —                     | 45                    | NC                                  |
| 1975   | Mon cœur est malade                            | 3                     | 3                     | —                     | —                     | —                     | —                     | —                     | —                     | —                     | —                     | 300 000                             |
| 1975   | Dansez maintenant                              | 3                     | 1                     | 2                     | 2                     | —                     | —                     | —                     | —                     | —                     | —                     | 300 000                             |
| 1975   | Du côté de chez Swann                          | 1                     | 2                     | 13                    | 12                    | —                     | —                     | —                     | —                     | —                     | —                     | 400 000                             |
| 1976   | Il n'y a pas de honte à être heureux / Ophélie | 26                    | 16                    | —                     | —                     | —                     | —                     | —                     | —                     | —                     | —                     | NC                                  |
| 1976   | La Décision                                    | 4                     | 6                     | —                     | —                     | —                     | —                     | —                     | —                     | —                     | —                     | 300 000                             |
| 1976   | Hurlevent / Tant qu'il y aura                  | 7                     | 4                     | —                     | —                     | —                     | —                     | —                     | —                     | —                     | —                     | 250 000                             |
| 1977   | Heureusement que la musique est là             | 16                    | 8                     | —                     | —                     | —                     | —                     | —                     | —                     | —                     | —                     | 100 000                             |
| 1977   | Est-ce par hasard ?                            | 3                     | 1                     | —                     | —                     | —                     | —                     | —                     | —                     | —                     | —                     | 300 000                             |
| 1977   | Raconte-moi des mensonges                      | 14                    | 14                    | —                     | —                     | —                     | —                     | —                     | —                     | —                     | —                     | 150 000                             |
| 1978   | Lettre à Hélène                                | 11                    | —                     | —                     | —                     | —                     | —                     | —                     | —                     | —                     | —                     | 300 000                             |
| 1978   | Comment ne pas être amoureux de vous           | 10                    | —                     | —                     | —                     | —                     | —                     | —                     | —                     | —                     | —                     | 150 000                             |
| 1978   | Pour que tu me comprennes                      | 12                    | —                     | —                     | —                     | —                     | —                     | —                     | —                     | —                     | —                     | 150 000                             |
| 1979   | Mieux t'aimer                                  | 45                    | —                     | —                     | —                     | —                     | —                     | —                     | —                     | —                     | —                     | NC                                  |
| 1979   | Allo Elisa                                     | 20                    | —                     | —                     | —                     | —                     | —                     | —                     | —                     | —                     | —                     | NC                                  |
| 1979   | C'est pas gentil                               | 26                    | —                     | —                     | —                     | —                     | —                     | —                     | —                     | —                     | —                     | 80 000                              |
| 1980   | Jure-moi                                       | 41                    | —                     | —                     | —                     | —                     | —                     | —                     | —                     | —                     | —                     | NC                                  |
| 1980   | Week-end                                       | 28                    | —                     | —                     | —                     | —                     | —                     | —                     | —                     | —                     | —                     | 100 000                             |
| 1981   | L'Année de l'amour                             | 23                    | —                     | —                     | —                     | —                     | —                     | —                     | —                     | —                     | —                     | 100 000                             |
| 1982   | Par pudeur                                     | 40                    | —                     | —                     | —                     | —                     | —                     | —                     | —                     | —                     | —                     | NC                                  |
| 1990   | De Eerste Keer (avec Anny Schilder)            | —                     | —                     | —                     | 40                    | —                     | —                     | —                     | —                     | —                     | —                     | NC                                  |

### Collaborations
- Chante sur le titre Le twist sur l'album Une carrière en plomb des Matchboxx[32] (1999)

## Filmographie
- 1979 : L'Esprit de famille, film de Jean-Pierre Blanc : lui-même
- 1981 : Dickie Roi (mini-série de 6 épisodes) : Dickie Roi
- 1994 : La Cité de la peur, film d'Alain Berberian : lui-même
- 1996 : clip de la chanson Boulevard des sans amour
- 1998 : Blague à part (Saison 2 épisode 13 : Sourd et muet) : lui-même
- 2006 : Poltergay, film d'Éric Lavaine : lui-même
- 2011 : clip de la chanson Coming out des Fatals Picards
- 2013 : Une chanson pour ma mère, film de Joël Franka : lui-même
- 2020 : I Love You coiffure, téléfilm de Muriel Robin : un passant (sketch La Maison de retraite)

## Publications
- Du côté de chez moi, autobiographie, éditions J-C Lattès, 1997.
- Soit dit en passant, autobiographie, éditions Le Pré aux Clercs, 2003.
- J'irais bien refaire un tour, autobiographie, éditions Michel Lafon, 2012.
- Ma chienne de vie, biographie, éditions Robert Laffont, 2016.
- Cuisinez-moi, livre de recette (avec des bouts d'autobiographie), édition Le Cherche-Midi, 2018.
- Comment ne pas être amoureux de vous, mémoires, autobiographie, éditions Talent, 2023.

## Émissions de télévision

### Animateur
- 1996 : Salut les Copains sur TF1 avec Sheila
- 1997 : Salut les Chouchous sur TF1
- 1999-2001 : Dansez maintenant sur France 2
- 2001 et 2002 : 46e et 47e Concours Eurovision de la chanson : commentateur aux côtés de Marc-Olivier Fogiel pour France 3
- 2001-2005 : Domino Day : animation avec Flavie Flament et Denis Brogniart sur TF1
- 2002 : En route pour l’Eurovision avec Ariane Massenet sur France 3
- 2010 : 17 tubes pour dire je t'aime avec Olia Ougrik sur Virgin 17
- 2011-2012 : Les années 1980 : le retour, Les années 1990 : le retour et Les années 2000 : le retour sur M6 avec Sandrine Corman
- 2014-2016 : Du côté de chez Dave sur France 3
- 2015 : Téléthon sur France 3 aux côtés de Sophie Davant
- 2016-2017 : Même le dimanche sur France 3 aux côtés de Wendy Bouchard
- 2018 : Les Parents de la télé sur Melody
- 2020 : 300 chœurs chantent les années 70 sur France 3
- 2023 : The Vintage Show sur Melody

### Participant
- 2003, 2016, 2017, 2018 : Le Grand Blind test sur France 2 puis sur TF1 : candidat
- 2010 : Le Grand Quiz du cerveau sur TF1 : participant
- 2010-2013, 2015, 2016 : La France a un incroyable talent sur M6 : juré aux côtés de Gilbert Rozon et de Sophie Edelstein (saisons 5 à 8, de 2010 à 2013), ainsi qu'Andrée Deissenberg (2013). Lors de la saison 10 en 2015, il participe lors d'un numéro comme remplaçant d'Hélène Ségara. En 2016, il participe à la 2e demi-finale comme juré invité, aux côtés de Gilbert Rozon, Hélène Segara, Kamel Ouali et Éric Antoine
- 2016 : Saison 1 du Meilleur Pâtissier, spécial célébrités sur M6 : candidat
- 2020 : Saison 2 de Mask Singer sur TF1 : participant sous le costume du Hibou
- 2021 : Mon maître est une célébrité sur C8 : participant
- 2021 : Fort Boyard sur France 2 : participant
- 2024 : 100 % logique sur France 2 : participant
- 2025 : Que le meilleur gagne sur M6 : participant

## Parcours à la radio
- Été 2010 : présentateur sur Europe 1 de l'émission Top 50
- 2014-2015 : animateur sur Nostalgie de l'émission Quelle que soirée

## Décoration
- Chevalier de l'ordre du Lion d'or de la maison de Nassau (17 avril 2015)[33]